# Mehran
Mehran (en persan : مهران, également romanisé Mehrān, anciennement, Mansurabad (persan : منسورآباد), également romanisé Mansūrābād) est une ville et la capitale du comté de Mehran, dans la province d'Ilam, en Iran.

## Géographie
Le 27 juillet 2020, la ville atteint un record national de chaleur pour le mois de juillet, avec 53,5°C.

## Histoire
Durant la guerre Iran-Irak, en juin 1988, l'Organisation des moudjahiddines du peuple iranien lance l'opération Quarante étoiles et bat les forces iraniennes.

## Population
Au recensement de 2006, la population était de 13 118 habitants, répartis dans 2 958 familles. Le comté est peuplé de Kurdes Feyli.